# Snowdenia microcarpha
Snowdenia microcarpha är en gräsart som beskrevs av Charles Edward Hubbard. Snowdenia microcarpha ingår i släktet vimpelgrässläktet, och familjen gräs. Inga underarter finns listade i Catalogue of Life.